# Universidad de Warwick
La Universidad de Warwick (University of Warwick) es una universidad británica que se estableció en 1965 como parte de programas del gobierno de expandir la enseñanza superior. La universidad está ubicada en las afueras de Coventry. Cuenta actualmente con más de 15.000 estudiantes y más de 4000 empleados en el campus.
La universidad fue clasificada como la cuarta mejor universidad del Reino Unido en cuanto a la calidad de investigación (Funding Councils Research Assessment Exercise, 2001) y las clasificaciones nacionales ubican a Warwick entre las 10 mejores universidades del país: 25 de los 27 departamentos obtuvieron la calificación de excelente. Warwick University es miembro de la liga de universidades de élite Russell Group. Se ha hecho conocer por ser una de los centros de estudios británicos más innovadores y cuenta con un moderno campus universitario. El primer ministro Tony Blair la describió como la "Universidad del Futuro" [cita requerida]y el presidente Bill Clinton eligió a Warwick para dar su última charla pública. 
Los estudiantes están distribuidos en las siguientes áreas (datos de marzo de 2005):
- Estudios Sociales: 7.723 estudiantes
- Ciencia: 6.080 estudiantes
- Humanidades: 2.542 estudiantes
- Medicina: 2.158 estudiantes

La Escuela de Negocios de Warwick (Warwick Business School) es particularmente renombrada, con más de 6000 estudiantes y participantes, y cuyo programa de MBA es uno de los mejores de Europa y está acreditado por AASB, AMBA y EQUIS. El programa de doctorado de WBS ha sido reconocido como el mejor de Europa por el Financial Times [cita requerida]. Es conocido también el máster en políticas culturales, que estudian muchos expertos en gestión cultural.